# 5-й окремий батальйон охорони ОВДО НГ (Україна)
5-й окремий батальйон охорони особливо важливих державних об'єктів (5 ОБ ОВДО, в/ч 3045) — підрозділ у складі Національної гвардії України. Забезпечує охорону Рівненської атомної електростанції.

## Структура
- комендатура об'єкту
- 1-ша спеціальна комендатура
- 2-га спеціальна комендатура
- взвод спеціального призначення:
  - група охорони спеціальних вантажів;
  - група вогневої підтримки;
  - відділення роботизованих комплексів розвідки [1].
- взвод бойового та матеріально-технічного забезпечення:
  - кінологічна група;
  - автомобільне відділення.
- взвод інженерно-технічного забезпечення та зв'язку
- медичний пункт[2]

## Командування
- полковник Аркадій Агальцов (2017)

## Втрати
18.12.2023
Баль Володимир Юрійович(24 роки) - командир групи. Загинув в районі с. Роботине Запорізької області. 
Денисюк Владислав Іванович(27 років) - помічник гранатометника групи вогневої підтримки. Загинув в районі с. Роботине Запорізької області. 